# ESPN.com
ESPN.com — официальный веб-сайт ESPN и подразделение ESPN Inc. 

## История
Сайт начал работать в 1995 году как ESPNet.SportsZone.com и с того времени сильно изменился, было добавлено много разделов, включая Page 2, SportsNation, ESPN 3.com, ESPN Motion, My ESPN, ESPN Sports Travel, ESPN Video Games, ESPN Insider, ESPN.com’s Fanboard, ESPN Fantasy Sports, ESPNU.com и ESPN Search. ESPN.com сотрудничает с такими сайтами, как MLB.tv, NBA.com, WNBA.com, NHL.com, Baseball America, Golf Digest, Scouts Inc., Jayski.com, USGA.org, Sherdog.com и Masters.org.
На сайте есть разделы, посвящённые определённым видам спорта, таким как: НХЛ, НФЛ, MLB, НБА, NASCAR, университетский спорт, гольф и футбол. Каждый раздел имеет подразделы, посвящённые результатам, командам, расписаниям, турнирным таблицам, игрокам, новостям, переходам, травмам и колонкам FoxSports.com, CBSSports.com, NBCSports.com, SI.com and SportingNews.com.

## ESPNW
Миссия ESPNW: "информировать и вдохновлять спортсменок и болельщиков". На сайте освещается широкий спектр тем, связанных с женским спортом, включая женский футбол, боевые искусства, баскетбол, теннис, продукты и питание для спортсменов, законодательство Title IX, включение ЛГБТКФ, поэзия, личные эссе и музыка для спортсменов. На сайте также освещаются мужские виды спорта.  В 2019 году в разделе "Культура" были опубликованы личные эссе феминистки Рейчел Пьяцца и гимнастки Эллен Хаган.
С момента своего создания ESPNW широко освещал женский футбол. Женский чемпионат мира 2011 года был всего лишь 6-м женским чемпионатом мира, и участие США помогло повысить осведомленность общества о вовлеченности женщин в футбол, таких как Миа Хэмм. По словам журналиста Джека Белла, автора статьи в New York Times "Хэмм присоединяется к ESPNW для женского чемпионата мира", "в женской игре мир догоняет США; в мужской игре США всегда играют в догонялки". ESPNW нанял известных спортсменок для комментирования недавно созданной сети. Привлечение таких важных фигур, как Миа Хэмм, способствовало росту репутации ESPNW среди спортивных болельщиков. Хэмм помогла популяризировать онлайн-сеть, когда работала комментатором во время чемпионата мира по футболу 2011 года на ESPNW, а также на ESPN, ESPN2 и ESPN3.

## Награды

### 2005
- Апрель: финалист в двух категориях ESPY awards
- Май: Приз зрительских симпатий Best Sports Service

### 2003
- Ноябрь: Online News Association’s Online Journalism Award за General Excellence
- Июнь: Webby Award и People’s Voice
- Май: EPpy Award за лучший спортивный интернет сервис
- Февраль: Media Magazine Best of the Net Award — ESPN.com ставится под № 1 в Мужской и Спортивной категориях

### 2002
- Декабрь: Time Magazine оценивает ESPN.com как лучший спортивный интернет сайт
- Июль: ESPN.com получает 2002 Webby Award
- Июнь: GLAAD Media Award for Outstanding Digital Journalism Article за статью, опубликованную в мае 2001 года «Sports World Still a Struggle for Gays», написанную Биллом Конигсбергом

### 2001
- Июль: People’s Voice Webby Award за спорт, International Academy of Digital Arts and Sciences

### 2000
- Май: Webby Award and People’s Voice Webby Award (самый популярный спортивный сайт), International Academy of Digital Arts and Sciences
- Апрель: Creative Excellence Award, International Web Page Awards
- Апрель: "Best Overall Quality, " (Спорт), Brill’s Content
- Март: Только фэнтези игры включены в «Yahoo! Internet Life’s Top 40 Free Games On The Net»
- Февраль: «Forbes Favorite» (самый популярный спортивный сайт)), Forbes
- Январь: "Best Sports Hub, " Yahoo! Internet Life’s 100 Best Sites For 2000